# بونيون بستالوزي
البونيون البستالوزي (باللاتينية: Bunium pestalozzae) نوع نباتي ينتمي إلى جنس البونيون من الفصيلة الخيمية.

## الموئل والانتشار
موطن هذا النوع بلاد الشام وتركيا.

## مرادفات للاسم العلمي
- (باللاتينية: Bunium cilicicum Fenzl.)
- (باللاتينية: Bunium glaucocarpum Boiss.)